# Système hydraulique historique de Shushtar
Le système hydraulique historique de Shushtar, en Iran, est un ensemble de canaux de dérivation des eaux de la rivière Karoun. Ce bien culturel, preuve d'une expertise en génie civil, est inscrit en 2009 au patrimoine mondial.
Entrepris sous Darius Ier au Ve siècle av. J.-C., le système hydraulique se compose notamment du canal Gargar qui fournit l'eau à la ville par des tunnels et des moulins.
L'arrivée d'eau a permis l'irrigation des terres agricoles et le développement de cultures.
La zone protégée par l'Unesco comprend le château Salâsel d'où est contrôlé le système hydraulique, la tour Kolâh-Farangi qui permet la mesure du niveau de l'eau et le pont-barrage de Band-e Kaisar.

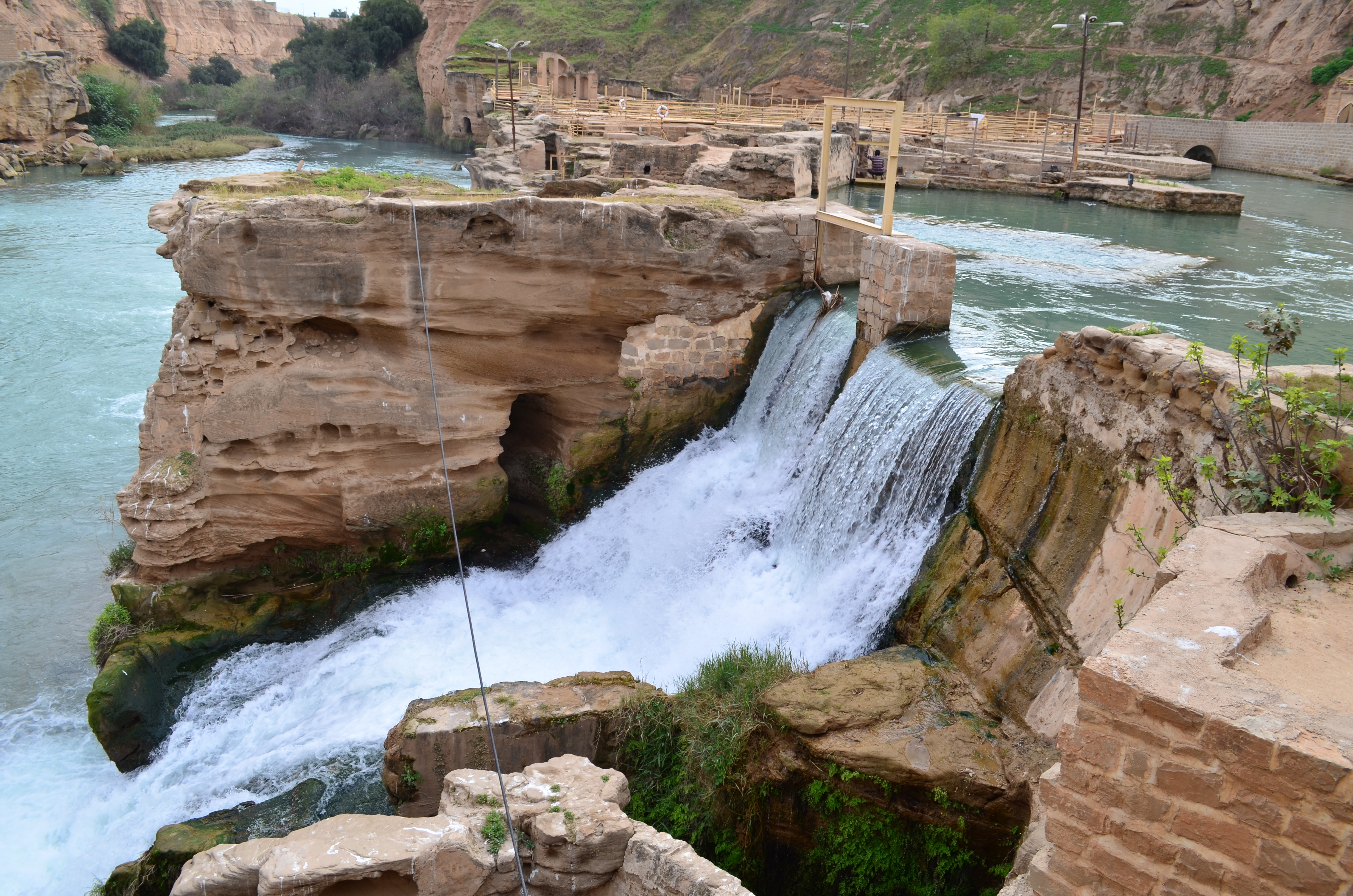
Système hydraulique historique de Shushtar.

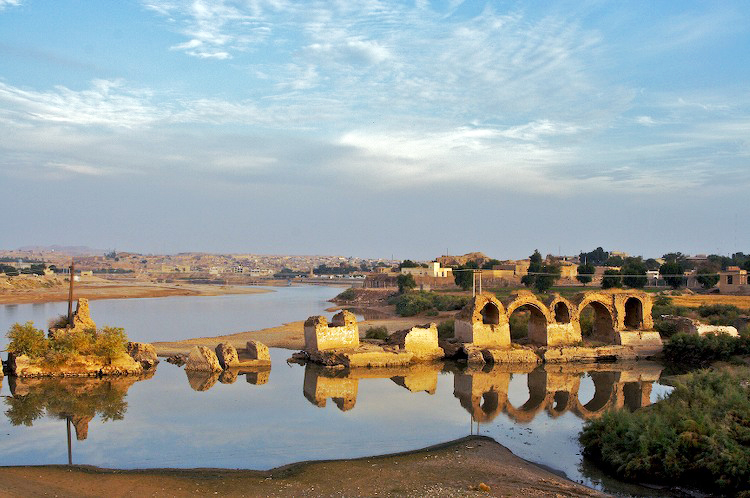
Le pont-barrage de Band-e Kaisar.

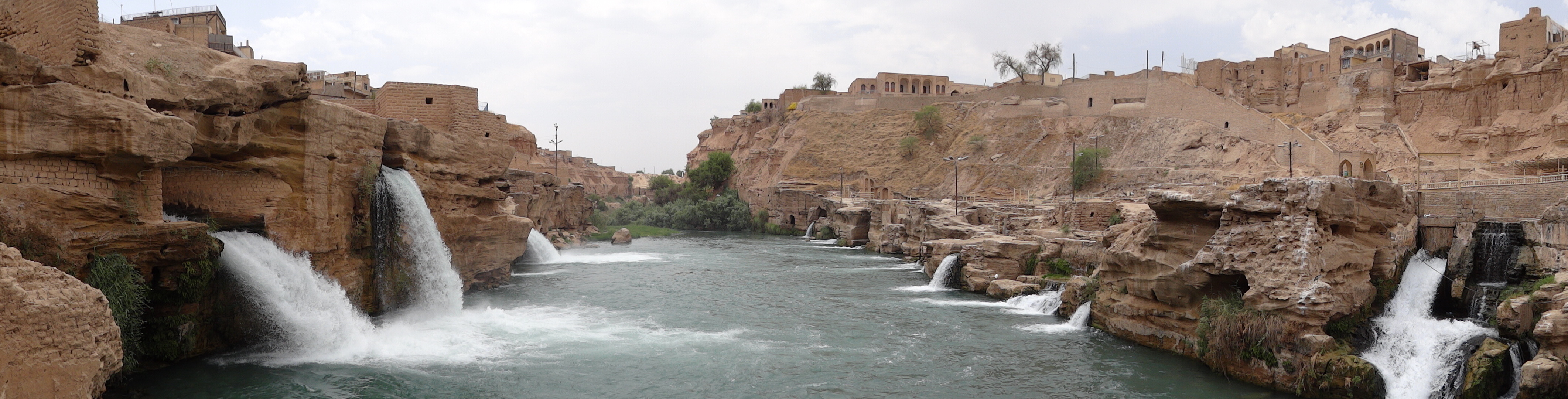
Système hydraulique historique de Shushtar.